# De röda ögonbrynen
De röda ögonbrynen (赤眉軍) var namnet på ett hemligt sällskap som ledde en kinesisk bonderevolt. Under första halvan av Handynastin hade böndernas förhållanden försämrats. Ett hemligt sällskap kallat De röda ögonbrynen bildades och många fattiga bönder anslöt sig. Efter att Wang Mang hade avsatt den sittande kejsaren slogs bondeupproret ner.